# 핵무기 정책
핵무기 정책(Nuclear policy)은 핵무기를 생산, 사용하는 데 대한 국가의 전략, 정책을 말한다. 핵전략(Nuclear strategy)이라고도 한다.

## 역사
현재 지구상에서 핵선제공격인 제1격을 선언하고, 실제 핵무기를 발사대기 상태로 운영중인 나라는 미국, 러시아 뿐이다. 다른 핵보유국들은 모두 핵보복공격인 제2격만 선언하고 있다.

## INF 조약
미국과 소련은 1987년 12월 8일 INF 조약을 체결해서 지상배치형 중거리 핵미사일을 폐기했다.
핵선제공격인 제1격은 지상배치 핵미사일, 핵보복공격인 제2격은 잠수함용 핵미사일을 사용하는 것이 국제관행이다. 그런데, ICBM은 목표물에 도달하는데 30분 이상이 걸리기 때문에, 상대방이 보복할 시간적 여유가 있다. 반면에 지상배치형 중거리 핵미사일은 목표물에 도달하는데 불과 몇분 밖에 걸리지 않아서, 상대방이 순식간에 전멸한다.
미국은 모스크바에 인접한 터키에, 소련은 워싱턴에 인접한 쿠바에 지상배치형 중거리 핵미사일을 배치했다가, 너무 위협적이라고 판단해 서로 양보하여 INF 조약을 체결해 지상배치형 중거리 핵미사일은 모두 폐기하고, 지상배치형 ICBM만으로 서로 조준하기로 하였다.
그러나, 2019년 트럼프 대통령이 INF 조약을 폐기했다. 미국의 주장은, 중국이 INF 조약에 가입하지 않아서, 중국 핵미사일의 거의 전부가 중거리 핵미사일이라서, 주한미군 주일미군이 심각한 핵위협을 당하고 있다고 주장한다. 러시아의 INF 조약 위반사실을 주장하지만, 그것은 그렇게 대규모의 위반은 아니다. 미국은 모스크바 인근의 서부 유럽, 베이징 인근의 한반도를 냉전 시절부터 동시에 최신 핵미사일을 배치하여 매우 중시했다.

## 북한
북한은 자주, 반복적으로, 명확하게, 핵선제공격인 제1격은 포기한다고 선언하고 있지 않다. 그리고 지상배치 핵미사일인 스커드 미사일, 노동 미사일을 엄청나게 보유하고 있다. 핵보유국이 지상배치 핵미사일에 집중한다는 것은, 말을 명확하게 하지 않더라도, 핵선제공격인 제1격이 주된 핵무기 정책이라는 반증으로 해석할 수 있다.

## 같이 보기
- 억지이론
- 게임 이론
- 광인 이론
- 대량응징보복
- 군사 전략
- 상호확증파괴
- 핵무기 선제 사용 금지
- 핵확산
- 핵무기 논쟁
- 전략폭격
- 전술 핵무기
- 토머스 셸링